# Diváky
Obec Diváky (německy Diwak) se nachází v okrese Břeclav, v Jihomoravském kraji. Žije zde 505 obyvatel. Obec je známa jako bydliště bratří Mrštíků a pod jménem Habrůvka figuruje v jejich románovém díle Rok na vsi. Obec je součástí Mikroregionu Hustopečsko a Velkopavlovické vinařské podoblasti.

## Přírodní poměry
Rozkládá se v hlubokém úvalu Ždánického lesa, obklopena z jihozápadu kopcem Nedánov (s rozhlednou, 368 m), z jihu Holým vrchem (401 m) a ze západu Starou Horou a Liščím vrchem (374 m). Jihovýchodním cípem katastru protéká potok Haraska, do něhož ústí Divácký potok, protékající obcí.

## Název
Jméno vsi zprvu znělo Diváci a jednalo se o množné číslo osobního jména Divák (jehož základem bylo divý). Význam místního jména byl "Divákovi, Divákova rodina". Vývoj jména v písemných pramenech: Diwaci (1210, 1237), Divax a Dywax (1262), Dywax (koncové -s označuje bezpředložkový lokativ: "v Divácích") (1287), Diwakh (1674), Dywak (1718), Diwak (1720, 1751), Diwak a Diwáky (1846), Diwak a Diváky (1872). Domovopisný sborník Hustopečsko z roku 1928 uvádí nepravděpodobnou teorii, že se jméno odvozuje od „diváka“, tj. hlídače nebo strážce, který stával na rozhledně nad obcí.

## Historie

### Starší dějiny
První písemná zmínka o obci pochází patrně z roku 1237. Počátkem 12. století vlastnil Klobouky a okolní vsi Lev z Klobouk, který se bez mužských potomků nejpozději v roce 1209 rozhodl založit zábrdovický klášter a věnovat mu část svých nemovitostí. V listině z roku 1237, kdy již byl Lev mrtev, stvrdil papež Řehoř IX. užívaný majetek kláštera, včetně Diváků. Listiny staršího data, které ves zmiňují, byla soudobými falzy. V roce 1262 souhlasil biskup Bruno ze Schaumburku s převodem obce tzv. herburskému klášteru Cella sanctae Mariae v Brně. Někdy před rokem 1351 byl na horním konci vesnice postaven kostel zasvěcený Nanebevzetí Panny Marie. Nejspíše ve stejné době se začala na svazích Staré hory pěstovat vinná réva. V druhé polovině 14. století byl pod Nedánovem zbudován rybník (později známý jako Starý), napájený Haraskou a s vodním mlýnem pod hrází.
Počátkem 16. století se na Moravu z Uher rozšířil mor, který patrně způsobil zánik sousední vsi Martinice, od roku 1532 uváděné již jako pusté. Diváky byly rovněž zasaženy a nedostatkem lidí mimo jiné zpustly vinohrady na Staré hoře. Naopak v průběhu století přibyly ke Starému rybníku také menší rybníky na rovině pod Rospily, u lesa Pohletně, v údolí při cestě do Šitbořic a také přímo na návsi. Největší, tzv. Nový rybník byl zřízen na rovině pod vesnicí. Zábrdovický klášter skomíral a dne 24. září 1578 daroval císař Rudolf II. Diváky včetně panského dvora, pivovaru, mlýna, vinohradů a lesa jezuitům. Úspěšná obnova vinic vedla roku 1591 k založení vinohradní knihy zvané „Registra vinohradů dědiny Divák“. Během uherských nepokojů byly v květnu 1605 Diváky spolu s dalšími okolními obcemi vypáleny. Také za třicetileté války byly v roce 1623 vypleněny sedmihradským vévodou Gáborem a v roce 1624 znovu vypáleny polskými vojsky.
V 70. letech 17. století již divácký kostel nepatřil ke vzdálené Vážanské faře, ale poté, co jezuité získali Boleradice, byl přifařen k nim. Vleklé spory však vedli se zábrdovickými premonstráty o Martinickou horu (již od roku 1592 až přinejmenším do roku 1717). Po prohlášení Jana Nepomuckého za blahoslaveného v roce 1721 byla v následujících letech (1722–1726) postavena v Divákách jeho socha, zhotovená brněnským sochařem Stangem. (Zprvu stála v zámeckém parku u potoka, ale po velké vodě v letech 1831 a 1841 byla přenesena ke kostelu.) Roku 1773 papež zrušil jezuitský řád a jeho majetek v habsburské monarchii převzal stát, který jej dal do správy náboženskému fondu.

### Obec v 19. a 20. století
Roku 1789 převzal bývalý jezuitský statek od náboženského fondu do užívání dvorní rada Antonín Bedřich z Mayernů. Po roce 1784 byla v obci zřízena jednotřídní škola, která zprvu působila ve zdejším zámku. Později ale o ní nejsou zprávy a patrně až v roce 1805 byla na návsi vedle kostela vystavěna školní budova. Téhož roku vesnici vyrabovali příslušníci procházejících napoleonských vojsk a znovu se v kraji objevili roku 1809. Mezitím pán z Mayernů v červnu 1807 od náboženského fondu Diváky odkoupil a již v listopadu je prodal šlechtici Františku z Languedoc, jenž je v závěti odkázal Karolíně, kněžně z Lichtenštejna, rozené z Manderscheidu. Ta zde roku 1808 založila manufakturu na výrobu jemného sukna. Dne 28. října 1827 však postoupila své panství v Divákách a Boleradicích Karlovi hraběti z Fribertů (v té době již manufaktura v provozu nebyla, zatímco pivovar, palírna či cihelna ano). V dubnu 1833 majitel nechal vysvětit novou kapli s hrobkou v zámeckém parku. Roku 1837 byl poblíž martinického dvora vybudován cukrovar a ačkoli spadal pod kloboucké panství rytíře z Neuwalů, projevil se v Divákách zaměstnáním pracovní síly a pěstováním řepy.
Po roce 1848 skončila vrchnostenská vláda a Diváky i sousední Boleradice byly roku 1850 začleněny do tehdejšího Klobouckého okresu. Poštovně obec v 19. století náležela k Hustopečím. Prvním starostou obce se v novém politickém zřízení stal František Komárek († 1891). Karel vikomt Fribert zůstal vlastníkem diváckého velkostatku do roku 1872, kdy jej získala Otilie hraběnka Murrayová a po ní v roce 1889 převzal polovinu svobodný pán Levetzow a druhou svobodná paní Almerie Levetzowová, od níž statek roku 1920 převzal syn Pavel. Místní pivovar byl v roce 1895 přeměněn na lihovar, zatímco cihelna již v roce 1875 zastavila činnost a byla obnovena na stejném místě roku 1912. Pruská vojska roku 1866 zavlekla do vsi choleru s 48 civilními oběťmi, na tutéž nemoc se však umíralo už i v letech 1851 a 1855.

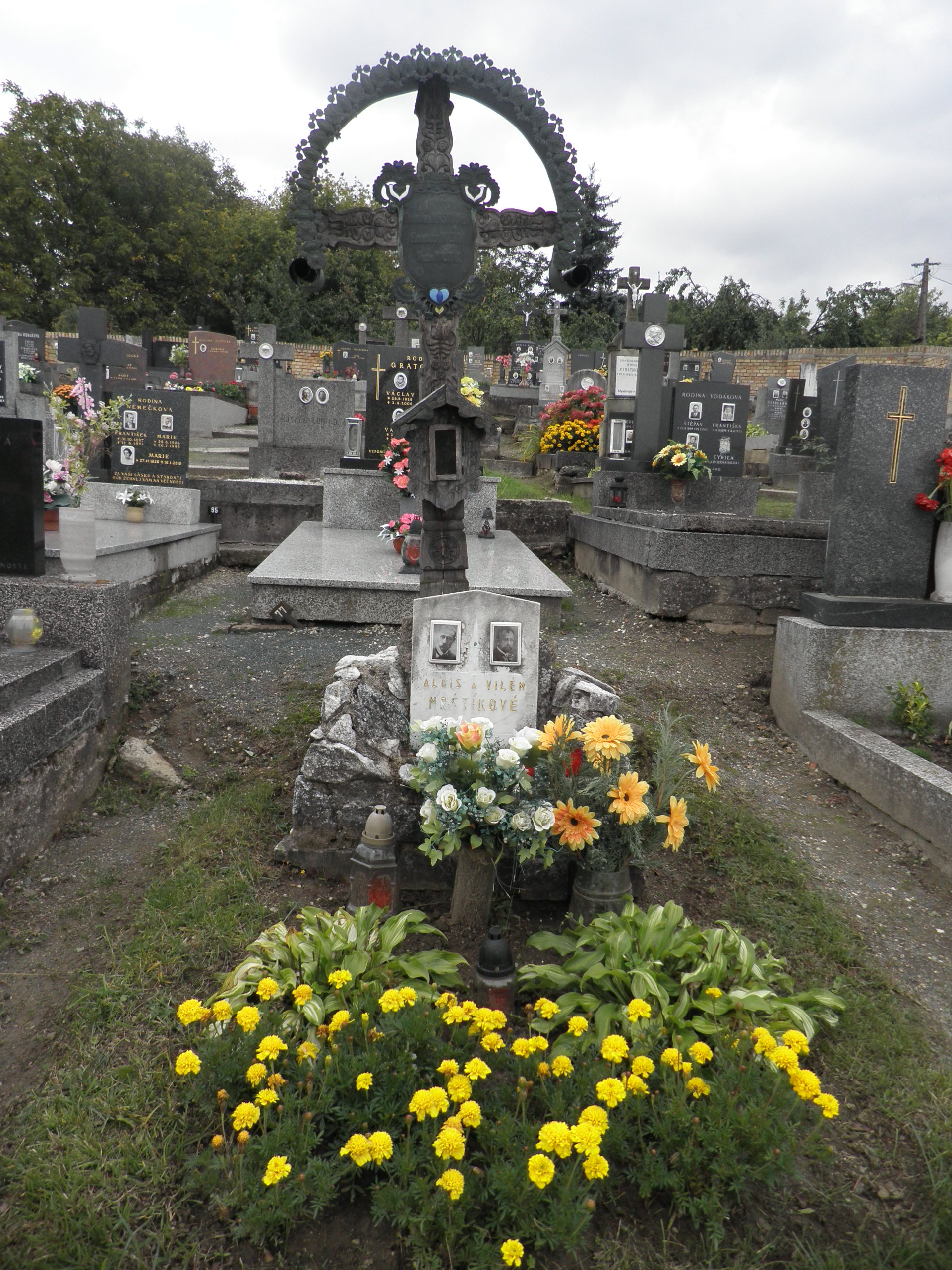
Hrob Viléma Mrštíka na diváckém hřbitově

V roce 1892 byla přebudována zdejší škola. Alois Mrštík, který v ní od března 1889 učil (se zdravotními přestávkami až do roku 1916), založil v roce 1893 obecní knihovnu, v roce 1910 inicioval vznik místní pobočky Národní jednoty a v roce 1920 vznik včelařského spolku. Za Aloisem se záhy přestěhoval z Prahy i jeho otec Alois Mrštík starší a bratr Vilém Mrštík. Vilém zde ukončil svůj život v roce 1912 a po něm i otec v roce 1918. Alois oba přežil, ale koncem ledna 1925 ho spolu s dalšími obyvateli vsi zasáhla epidemie břišního tyfu a po převozu do brněnské nemocnice U svaté Anny 25. února 1925 zemřel.
Ačkoli již v roce 1845 byl v obci založen Spolek proti alkoholismu, v roce 1867 pěvecký spolek, v roce 1900 hasičský spolek a v roce 1909 z popudu faráře Lidová jednota, po vzniku Československa došlo k dalšímu rozmachu spolkového (a politického) života. Počátkem roku 1919 byla založena agrární strana a Domovina, v roce 1923 Československá strana lidová. Koncem března 1919 se konala ustavující schůze diváckého Sokola, od července 1926 zde působil i Orel a od září 1936 Sportovní klub. Roku 1927 došlo k založení Spolku chovatelů drobného hospodářského zvířectva. Dne 1. května 1926 byl na návsi odhalen pomník padlým z první světové války a 6. června 1937 na tehdejší škole pamětní deska bratří Mrštíků.
Kontribučenskou záložnu, která roku 1864 vznikla z dřívější kontribučenské obilní sýpky (původně z dob po roce 1788), a spořitelní a záloženský spolek zvaný Raiffeisenka z roku 1883 (znovu obnovený roku 1927) doplnila v roce 1925 Zemědělská (občanská) záložna. Od září 1928 byla obec postupně elektrifikována, od září 1932 byly melioračními pracemi vysoušeny bažiny a došlo k regulaci potoka Harasky. Vodní mlýn v obci roku 1923 vyhořel a po přestavbě pracoval jen do roku 1938. V lihovaru (někdejším pivovaru) se pálil líh do roku 1935 a cihelna byla uzavřena již v roce 1933. Baron Levetzow se zadlužil a jeho statek byl již v roce 1930 pod nucenou úřední správou. Z dražby v březnu 1933 nový majitel nevzešel, až v říjnu 1936 zámek s příslušenstvím koupil Viktor Stoupal pro Středomoravskou akciovou společnost cukrovarnickou a zemědělskou. V červenci 1937 byl při velkostatku vystavěn nový lihovar.
V pomnichovském období, když byl 9. října 1938 sousední Kurdějov i Hustopeče obsazeny německým vojskem, se staly Diváky hraniční vesnicí a obsadila je rota českého hraničního pluku. V roce 1941 byl pro tehdy 900hlavou obec v budově č. 152 zřízen poštovní úřad. Někteří diváčtí pěstitelé začali od roku 1941 s pěstováním tabáku. I přes prudký útlum protektorátního společenského života byly v hostinci u Komárků nebo u Štefanů uváděny ochotnické divadelní hry a v letech 1943–1944 byly v kině Hvězda (u Štefanů) třikrát týdně promítány filmy. Při postupu válečné fronty 15. dubna 1945 baron Levetzow opustil zámek spolu s ustupujícími německými vojsky. Dne 18. dubna do obce vstoupily první jednotky Rudé armády. Karel Levetzow a Marie Bornemiszová, rozená Levetzowá se spolu s Karlem Hořínkem stali diváckou součástí tzv. německého odsunu. V letech 1945 a 1946 se z obce odstěhovalo kolem 270 obyvatel, z nichž 20 rodin migrovalo do sousedního uprázdněného, dříve převážně německého Kurdějova.
V poválečném období byla zprvu obnovena činnost Sokola, Orla, Sportovního klubu i hasičského sboru, působil zde i Svaz české mládeže, Lidová myslivecká společnost (od r. 1947), včelařský spolek, zemědělský či chovatelský svaz a Sdružení pěstitelů vína. Od 3. srpna 1946 u Štefanů opět probíhaly pravidelné filmové projekce kina Máj. Zámek se stal v roce 1949 výcvikovým střediskem Strojní a traktorové stanice (STS) a od roku 1953 v něm byla otevřena i zemědělská učňovská škola (v 70. letech přestěhovaná do Tavíkovic na Znojemsku a nahrazená elektromontážním učilištěm z Brna). Od listopadu 1954 byl v provozu místní rozhlas. U příležitosti nedožitých 95. narozenin Viléma Mrštíka byla v květnu 1958 v jeho domě instalována výstava, roku 1960 byl odkoupen a v říjnu 1963 v něm byl otevřen památník bratří Mrštíků.

## Obyvatelstvo
V roce 1861 žilo v obci 838 obyvatel, z toho 8 Židů. V roce 1869 zde bylo 105 domů a 878 obyvatel, v roce 1900 stejný počet domů s 816 obyvateli, v roce 1919 již 179 domů. Podle sčítání 1930 zde žilo v 185 domech 800 obyvatel. 787 obyvatel se hlásilo k československé národnosti a 6 k německé. Žilo zde 786 římských katolíků, 1 evangelík a 5 příslušníků Církve československé husitské.

### Struktura
Vývoj počtu obyvatel za celou obec i za jeho jednotlivé části uvádí tabulka níže, ve které se zobrazuje i příslušnost jednotlivých částí k obci či následné odtržení.
| Místní části   | Místní části | 1896 | 1880 | 1890 | 1900 | 1910 | 1921 | 1930 | 1950 | 1961 | 1970 | 1980 | 1991 | 2001 | 2013 |
| -------------- | ------------ | ---- | ---- | ---- | ---- | ---- | ---- | ---- | ---- | ---- | ---- | ---- | ---- | ---- | ---- |
| Počet obyvatel | část Diváky  | 792  | 749  | 791  | 816  | 751  | 779  | 800  | 689  | 606  | 559  | 529  | 445  | 478  | 519  |
| Počet domů     | část Diváky  | 165  | 171  | 178  | 181  | 176  | 171  | 185  | 186  | 174  | 170  | 162  | 183  | 194  |      |

## Pamětihodnosti
- Zámek Diváky vznikl ve 40. letech 18. století podle projektu Františka Antonína Grimma jako trojkřídlá patrová barokní rezidence brněnských jezuitů. Kolem zámku se nachází krajinářský park.
- Kostel Nanebevzetí Panny Marie je pozdně barokní kostel romantického pojetí z roku 1873.
- Hrob Viléma Mrštíka
- Památník bratří Mrštíků v domě čp. 57
- Halštatské hradiště, archeologické naleziště asi 2 km jihozápadně od vesnice[24]
- Smírčí kříž U Josífka, postavený na paměť zabití pana Konradta Schallera roku 1663 při tatarském vpádu

## Osobnosti
- Eduard Sochor von Friedrichsthal (1833–1916), rakouský úředník státních drah a politik
- Alois Mrštík (1861–1925), český spisovatel
- Vilém Mrštík (1863–1912), český spisovatel

## Galerie

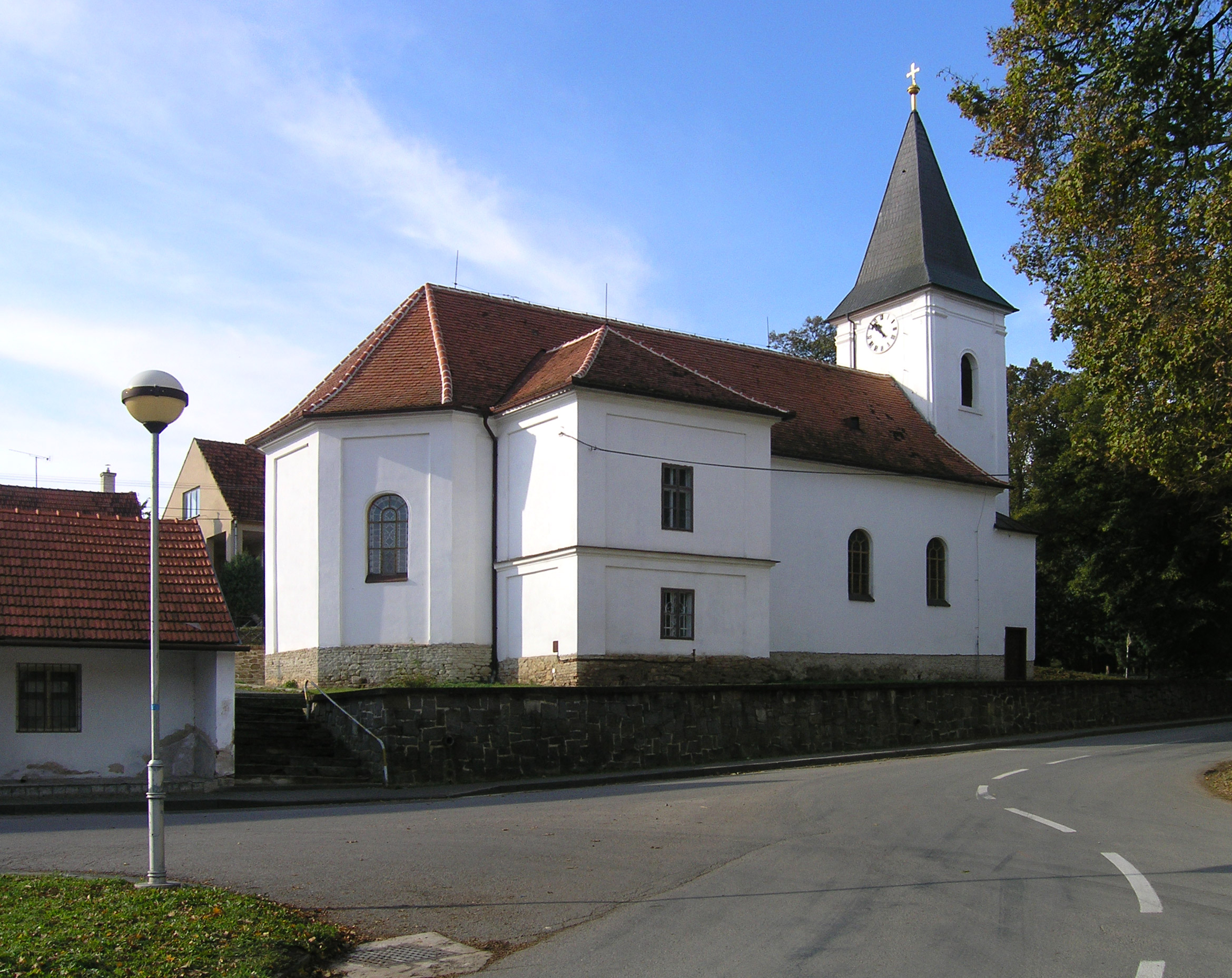
Kostel Nanebevzetí Panny Marie
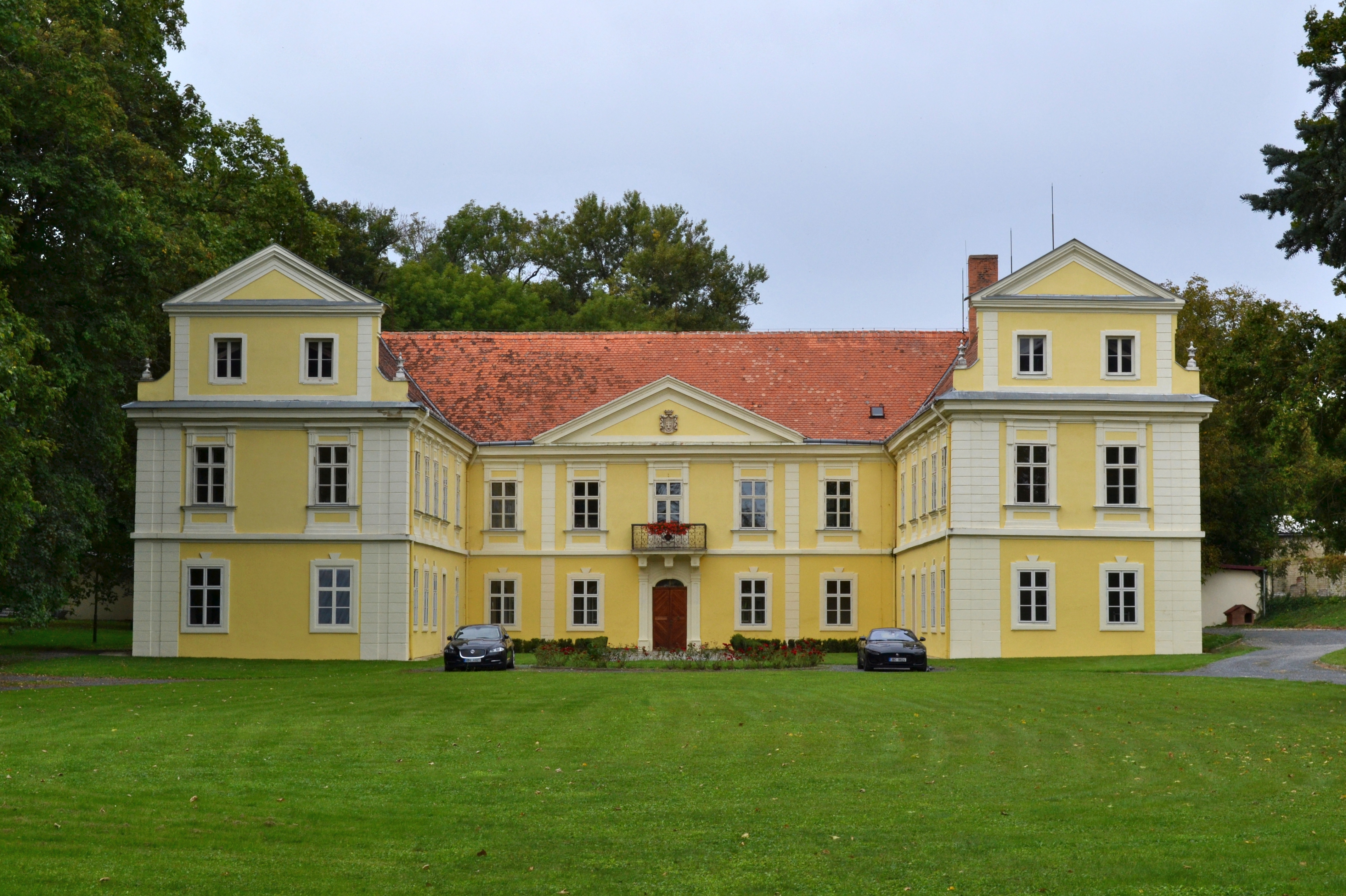
zámek
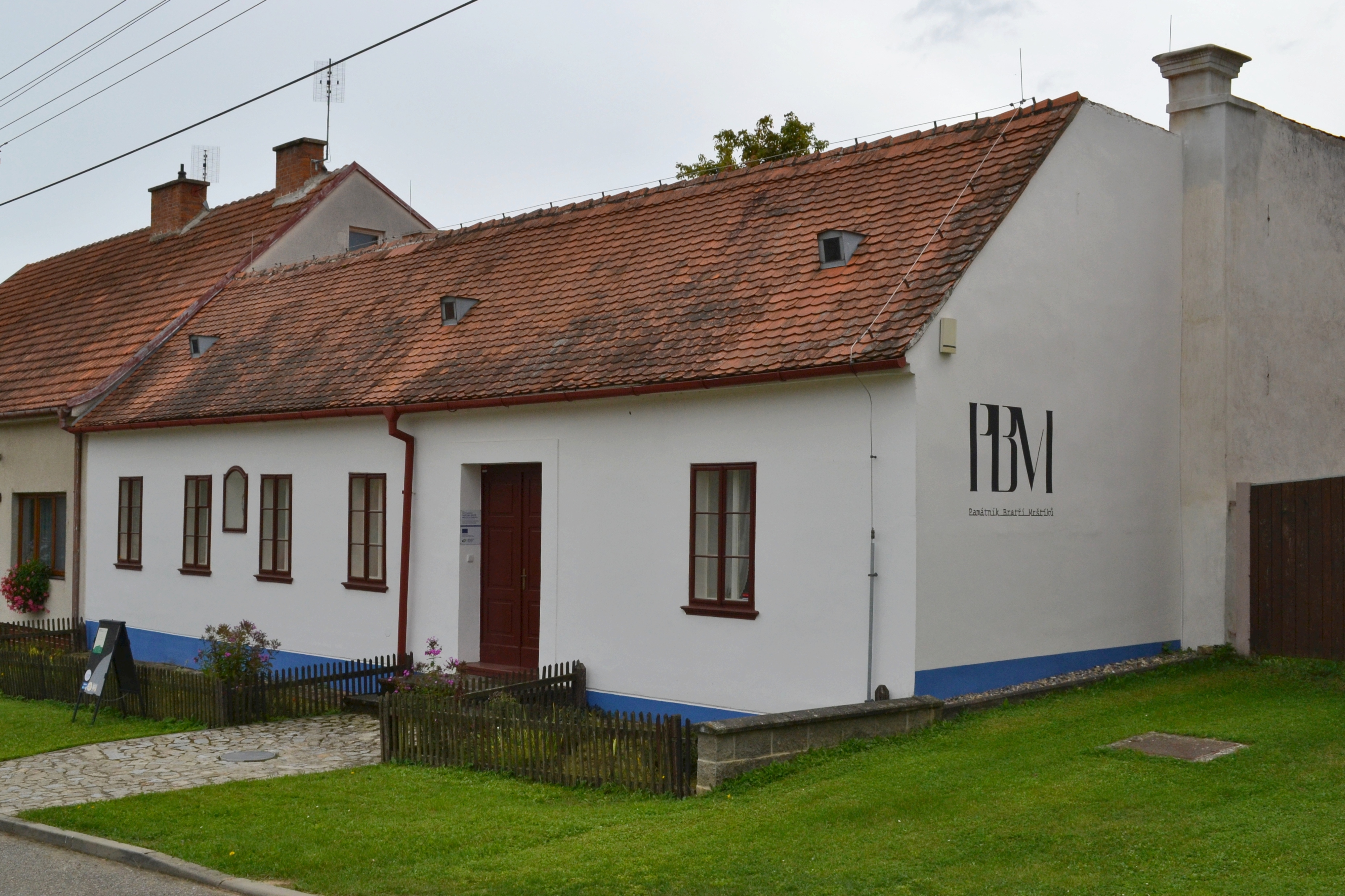
Památník Bratří Mrštíků
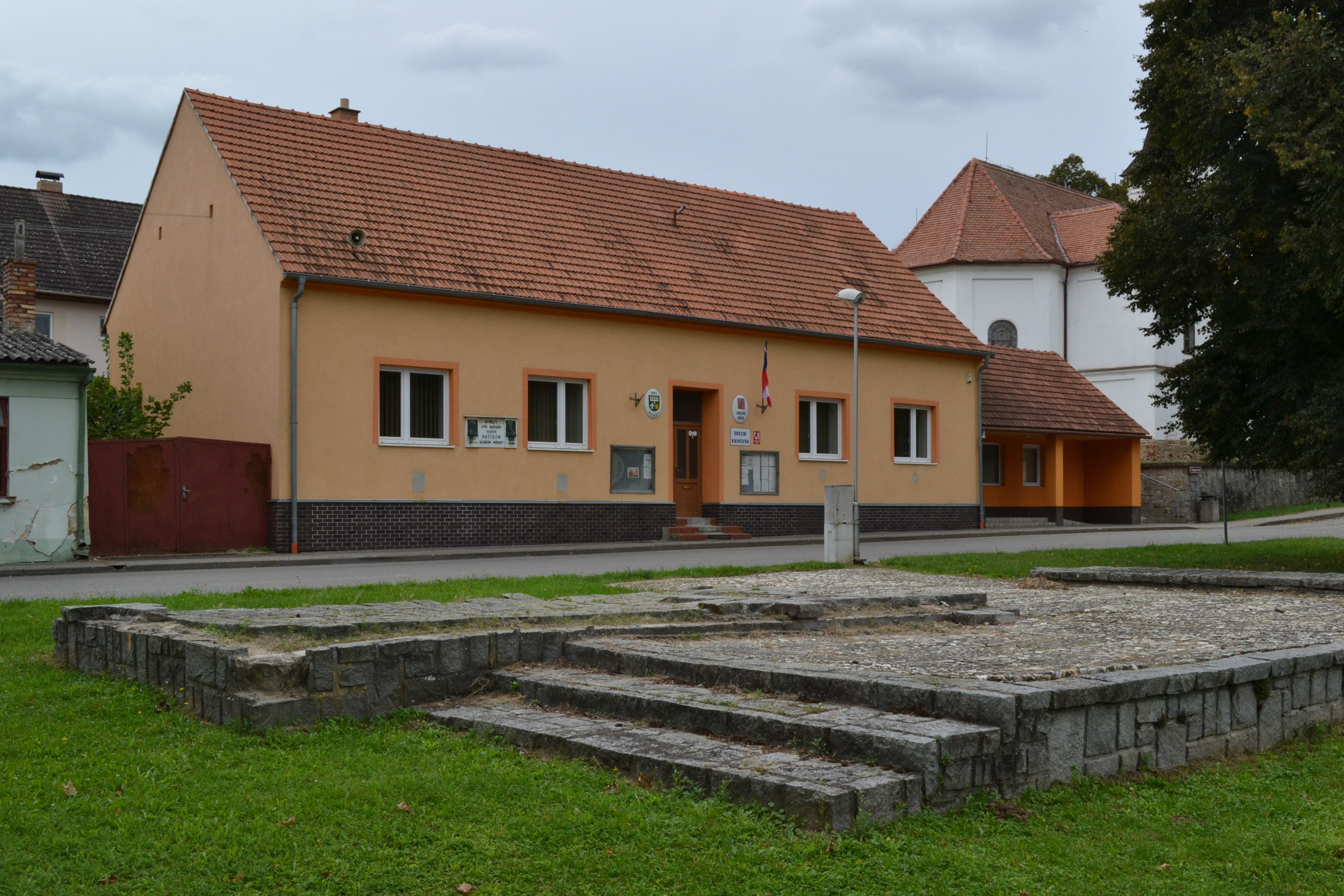
Obecní úřad a knihovna
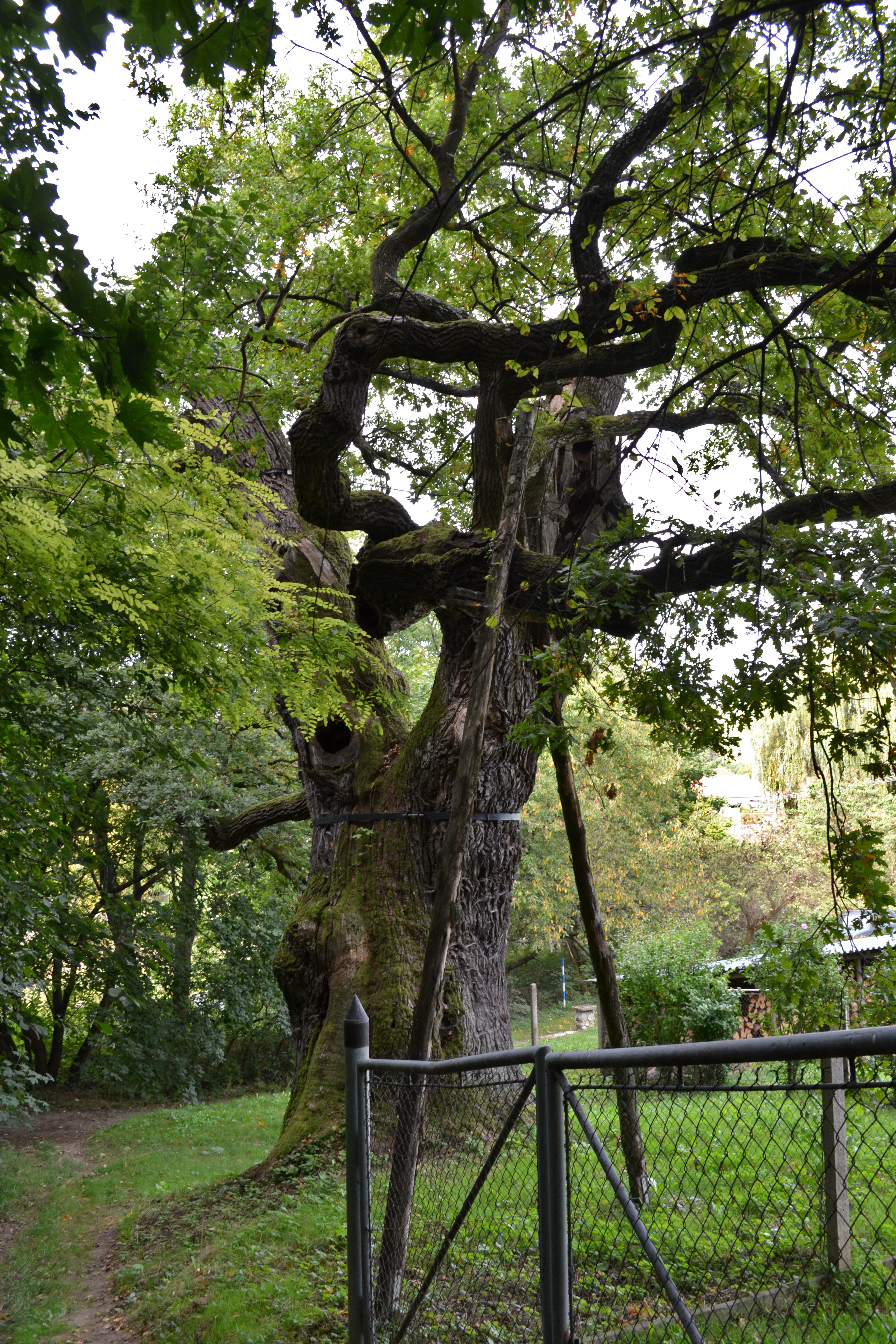
Divácký dub, památný strom
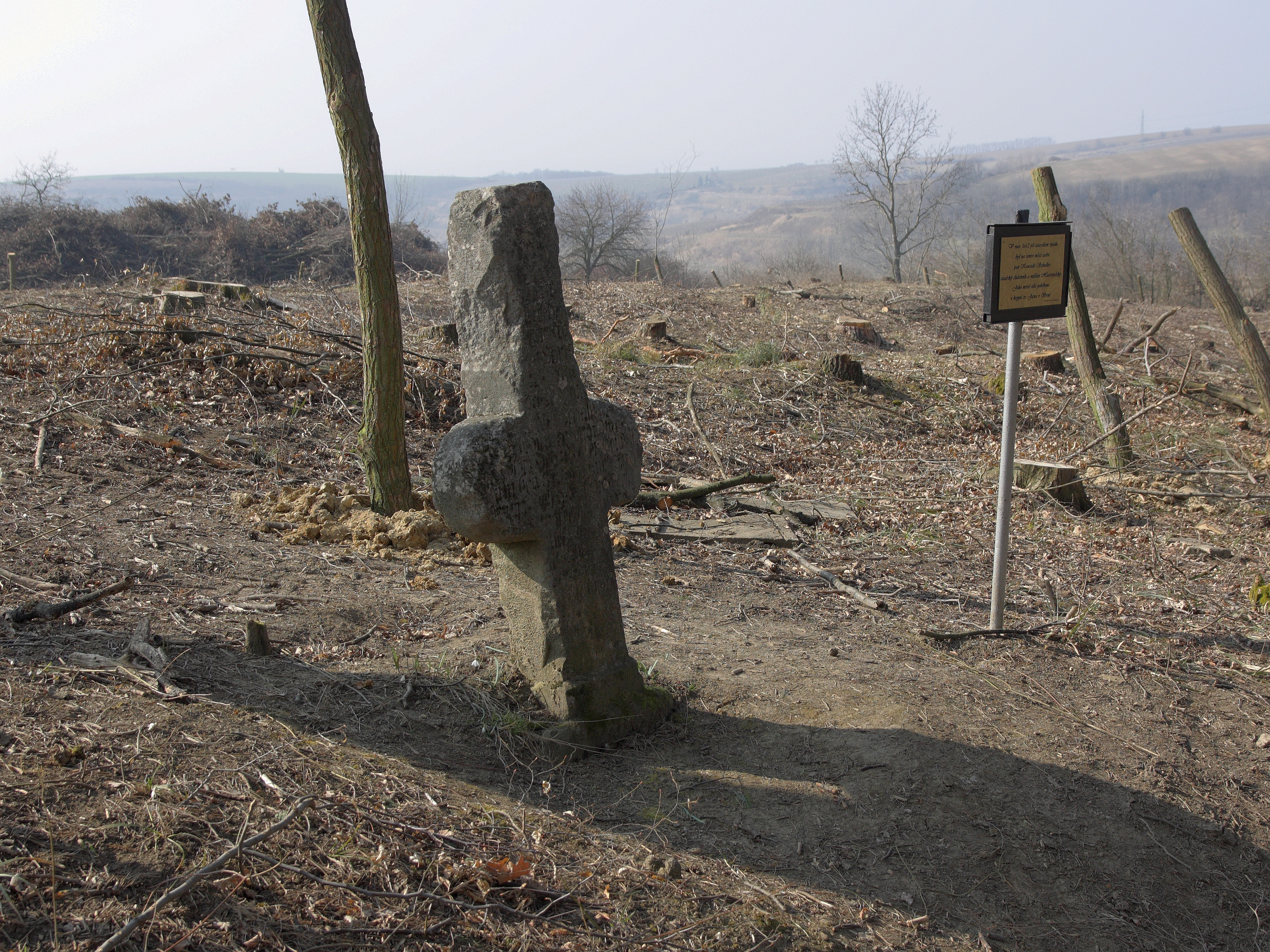
smírčí kříž U Josífka